# Dobbertin
Dobbertin est une commune rurale allemande du Mecklembourg appartenant à l'arrondissement de Ludwigslust-Parchim (Mecklembourg-Poméranie-Occidentale). Le village est célèbre pour son ancienne abbaye de Dobbertin.

## Géographie
Dobbertin se trouve à 5,5 km au nord de Goldberg et à 20 km au sud-est de Sternberg à l'ouest d'un parc naturel. Le lac de Dobbertin fait partie du territoire de la commune et plus loin celui de Goldberg et de Woserin au nord. La région est couverte de lacs et de forêts et traversée par le Mildenitz et le Jasenitz.

## Municipalité
Outre le village de Dobbertin, la commune regroupe les villages et hameaux de Kläden, Dobbin, Neuhof, Alt Schwinz et Neu Schwinz, Jellen, Kleesten, et Spendin.

## Histoire

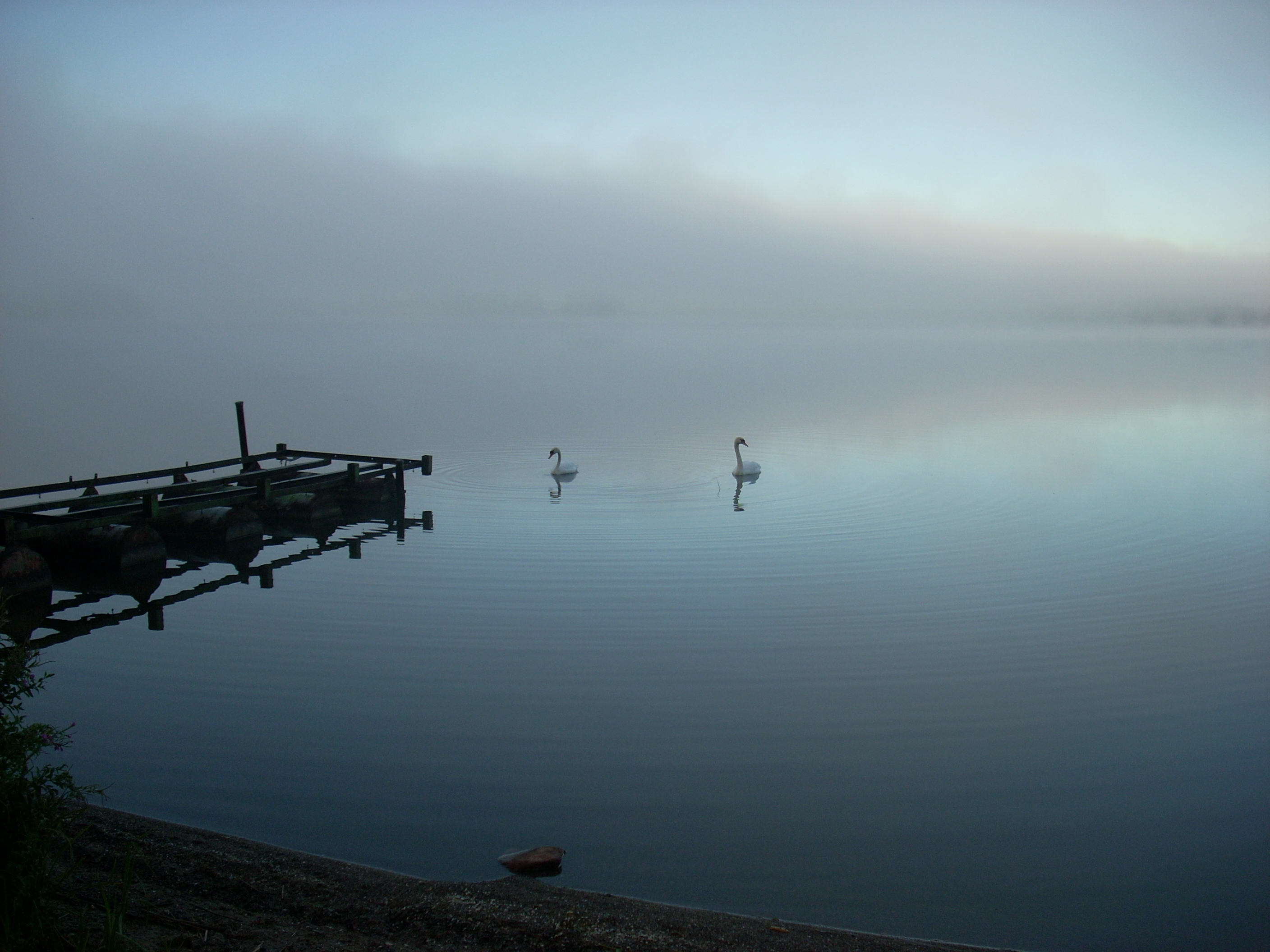
Vue du lac de Dobbertin

La toponymie révèle une origine slave et signifie village de Doba, nom du possesseur de l'endroit. C'est en 1220 que l'abbaye bénédictine de Dobbertin est fondée par Henri Borwin Ier de Mecklembourg qui devient ensuite une abbaye féminine. Elle est sécularisée à la Réforme protestante en 1572 et devient une Damenstift, c'est-à-dire une communauté de dames luthériennes issues de l'aristocratie, fonction qu'elle garde jusqu'en 1945.
Dobbertin a été saccagé par les troupes suédoises pendant la guerre de Trente Ans en 1627 et a subi plusieurs incendies en 1638. De 1794 à 1918, Dobbertin appartient au grand-duché de Mecklembourg-Schwerin, de 1918 à 1934 au Mecklembourg-Schwerin, de 1934 à 1952 à l'État de Mecklembourg, de 1952 à 1990 au district de Schwerin et depuis à l'État du Mecklembourg-Poméranie-Occidentale.

## Personnalités liées à la ville
- Rainer Podlesch (1944-) coureur cycliste né à Dobbertin.
- Beate Barwandt (1950-1975), chanteuse de schlager née à Dobbertin.